# Cantonul Vernoux-en-Vivarais
Cantonul Vernoux-en-Vivarais este un canton din arondismentul Tournon-sur-Rhône, departamentul Ardèche, regiunea Rhône-Alpes, Franța.

## Comune
- Boffres
- Chalencon
- Châteauneuf-de-Vernoux
- Saint-Apollinaire-de-Rias
- Saint-Jean-Chambre
- Saint-Julien-le-Roux
- Saint-Maurice-en-Chalencon
- Silhac
- Vernoux-en-Vivarais (reședință)